# Visnyó
Visnyó (szlovákul Višňov) község Szlovákiában, a Kassai kerület Tőketerebesi járásában.

## Fekvése
Gálszécstől 5 km-re északra, a Visnyovka-patak völgyében fekszik.

## Története
A települést 1270-ben „Wysno” alakban említik először, amikor V. István király Rajnald mesternek, a Rozgonyiak ősének adta. 1289-ben „Vysnow”, 1306-ban „Fuluisno”, 1329-ben „Nogvisnow”, „Kis Visnow” és „Eghazas Wysnow”, továbbá 1355-ben „Nogvysnyo”, majd 1459-ben „Kyswysnyo” és „Naghwysnyo” alakban szerepel a korabeli forrásokban. A Rozgonyiaké, majd Csicsva várának uradalmához tartozott. 1493-ban 14 jobbágytelke volt, ebből 6 lakatlan. 1598-tól a varannói plébániáé, később a homonnai uradalom része. 1672-ben a Drugeth család a varannói pálosoknak adta. 1715-ben 6 lakott és 12 lakatlan háza volt. 1787-ben 35 házában 289 lakos élt.
A 18. század végén Vályi András így ír róla: „VISNYÓ. Tót falu Zemplén Várm. földes Ura a’ Religyiói Kintstár, lakosai katolikusok, ó hitüek, és evangelikusok, fekszik n. k. Parnóhoz 1/2, é. Sztankóczhoz 1/4, n. ny. Bacskóhoz 1 órányira; térséges, és elegyes ritka földgye 3 nyomásbéli, gabonát leginkább, zabot pedig középszerűen terem; erdeje, szőleje nints, rét nélkűl szűkölködik; piatza Kassán 5 mértföldnyire.”
A 18. század végén a pálos rend megszüntetésével a kincstáré lett, majd 1820-tól az eperjesi görögkatolikus püspökségé. 1828-ban 54 háza volt 413 lakossal.
Fényes Elek 1851-ben kiadott geográfiai szótárában így ír a faluról: „Visnyó, Zemplén vm. tót falu, Gálszécs fil., 252 romai, 36 g. kath., 103 evang., 8 zsidó lak., 494 h. szántófölddel. Ut. p. Vécse.”
1880 és 1890 között sok lakója kivándorolt a tengerentúlra.
Borovszky Samu monográfiasorozatának Zemplén vármegyét tárgyaló része szerint: „Visnyó, tót kisközség, körjegyzőségi székhely, 85 házzal és 402 róm. kath. vallású lakossal, a kiknek azonban nincsen itt templomuk. Ősrégi község, mely a XIII. század közepén herczeg Rasztilóé volt, de V. István 1270-ben Rajnold mesternek, a Rozgonyiak ősének adományozta. 1407-ben Lasztóczi Sebestyént iktatják birtokába s ekkor Vyznyo a neve. Idővel két Visnyó szerepel, Kis és Nagy jelzőkkel. A Lasztóczyak birtoklása után a Csapiakat iktatják mind a két Visnyó birtokába, 1460-ban pedig Krucsai Tamást és Ágócz Pétert, 1473-ban Kozma Istvánt és 1492-ben Ujfalussi Miklóst és Pált mondják az adatok possessoroknak. 1569-ben Kis-Visnyó pusztára Rákóczy György, Kálnássy Ferencz és Deregnyei Pál királyi adományt kapnak. Az 1598-iki összeírásban Nagy-Visnyó a varannai plébániáé. 1600-ban Visnyón a Daróczyakat, 1663-ban Bocskay Istvánt és Soós Györgyöt s a Drugetheket iktatják némely részekbe. 1672-ben özv. Drugeth Györgyné a maga részét a varannai pálosoknak adományozza. 1754-ben Kálnássy Ádámot és Ferenczet iktatják Kisvisnyó birtokába. A pálos-rend megszűntével a vallásalapé lett s azután az eperjesi gör. kath. püspökségé. A XVII. századbeli pestis ennek a községnek sem kegyelmezett.”
A trianoni diktátumig Zemplén vármegye Gálszécsi járásához tartozott.

## Népessége
| Év:            | 1994. | 2004.   | 2014.   | 2024.   |
| -------------- | ----- | ------- | ------- | ------- |
| Emberek száma: | 240   | 219     | 228     | 246     |
| Eltérés:       |       | -8,75 % | +4,10 % | +7,89 % |

| Év:            | 2023. | 2024.   |
| -------------- | ----- | ------- |
| Emberek száma: | 242   | 246     |
| Eltérés:       |       | +1,65 % |

1910-ben 350, túlnyomórészt szlovák anyanyelvű lakosa volt.
2011-ben 246 lakosából 233 szlovák volt.
2021-ben 250 lakosából 244 szlovák, 2 cseh, 1 magyar (0,4%), 1 rutén, 1 ukrán, 1 ismeretlen nemzetiségű volt.

## Nevezetességei
Temploma 1514-ben gótikus stílusban épült. 1690 körül már ismert Mária-kegyhely sok zarándokkal. Kegyszobra, a Boldogságos Szűzanya előtt számos csodás gyógyulás történt, híre messze földön elterjedt annyira, hogy 1714-ben kis könyvecske is jelent meg róla. A 18. század közepén egy gazdag körmöci polgár beteg leánya gyógyult meg itt. A család letelepedvén egy tágas, kéttornyú barokk templom építését kezdeményezte. A templom 1769 és 1782 között épült fel. Nevezetes búcsújáróhely.